# 가시올빼미

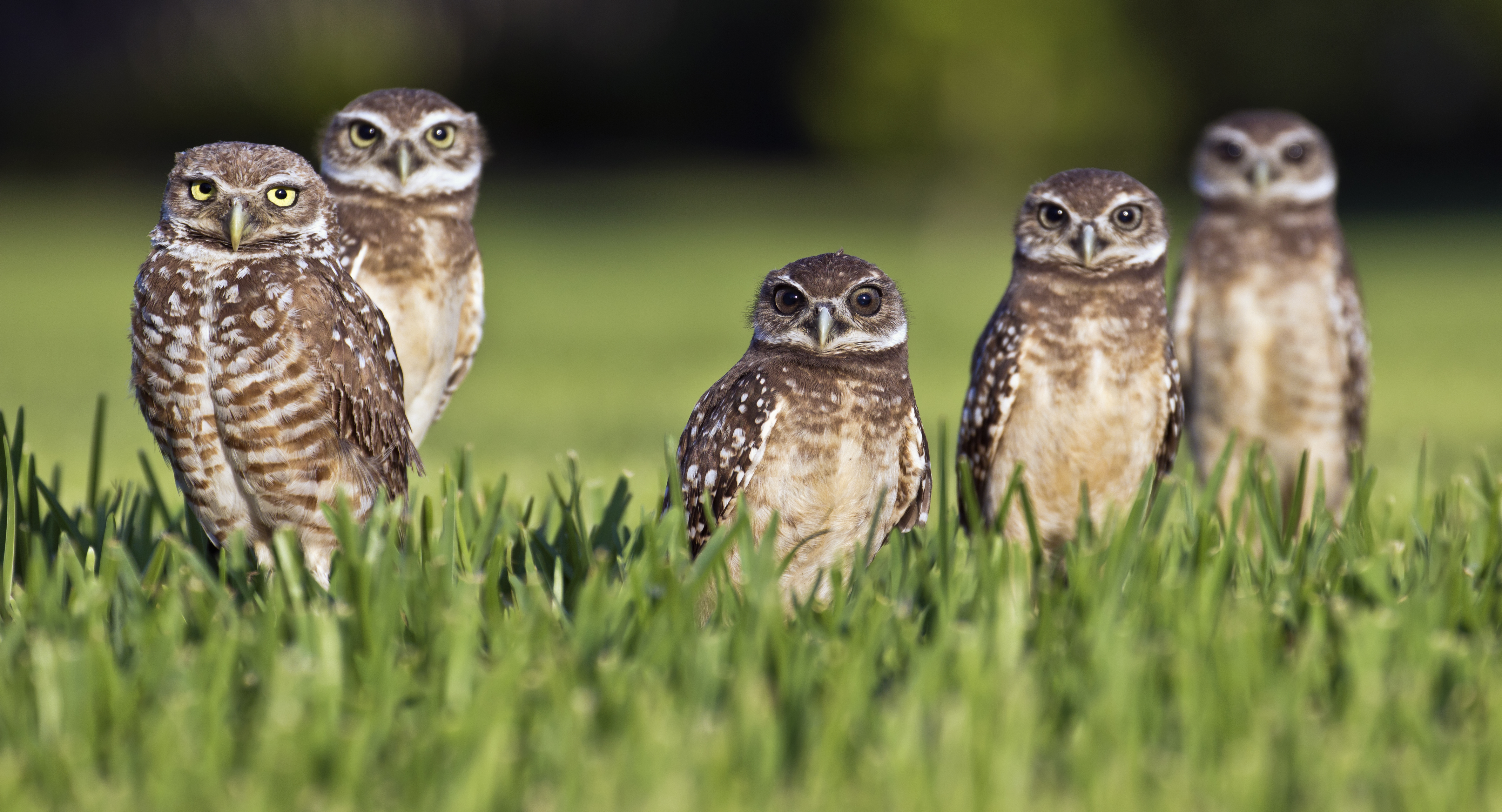
가시올빼미 다섯 마리

가시올빼미(학명: Athene cunincularia)는 올빼미의 일종으로, 북아메리카와 남아메리카에 분포한다. 몸길이 23~28cm, 몸무게 140~180g이다. 다른 올빼미와는 다르게 낮에 활동을 하는 주행성이다. 또한 나무 위에 집을 짓지 않고, 땅 속에 굴을 파서 생활한다. 현재는 멸종 위기는 아니지만 서식지 파괴로 인해서 현재 수가 점점 감소하고 있는 추세이다.